# 部分内殻補正
部分内殻補正（ぶぶんないかくほせい、Nonlinear core correctionまたは、Partial core correction）：擬ポテンシャルでは通常価電子のみを考慮し、原子の内殻電子からの寄与を考慮しない。電子間の相互作用である交換・相関項の部分は電荷密度に対して非線形な形になっているため問題を生じる場合がある。系全体の電荷密度ρが内殻電子による部分ρcと価電子による部分ρvとの和、
{\displaystyle \rho \,=\rho _{c}+\rho _{v}}
と表されるとして、電荷密度の関数として表現される交換相関エネルギーExcは非線形なため、
{\displaystyle E_{xc}(\rho )=E_{xc}(\rho _{c}+\rho _{v})\neq E_{xc}(\rho _{c})+E_{xc}(\rho _{v})}
と、単純に分離することができない。擬ポテンシャルを使用するバンド計算では、そのままでは上式最右辺の第二項、Exc(ρv)がそのまま用いられる。部分内殻補正は部分的な内殻電子からの寄与を考慮することによって、この問題を補正するものである[1]。
第一原理バンド計算では、局所密度近似(LDA)を用いた場合、平衡格子定数が実験値より1,2%ほど過小に評価される。特に擬ポテンシャルを使ったバンド計算では、アルカリ金属や遷移金属で、この過小評価が大きくなる場合がある。部分内殻補正を導入することにより、アルカリ金属や遷移金属での平衡格子定数の過小評価の問題が改善される。また擬ポテンシャルを使用したバンド計算で、Fe、Co、Niにおける磁気モーメントの値の実験値からのずれを改善する。